# The Valley (Film)
The Valley ist ein Amateurfilm und der erste, bei dem Peter Jackson Regie führte. Der stark von den Werken Ray Harryhausens beeinflusste Film wurde im Format Super 8 ohne Tonaufzeichnung gedreht und in der neuseeländischen Kinder-Fernsehsendung Spot On gezeigt.

## Handlung
Vier Goldgräber sind in einem Tal auf der Suche nach Gold. Unwissentlich durchqueren sie einen Riss im Raum-Zeit-Kontinuum. Einer von ihnen wird von einer Harpyie ergriffen, ein anderer fällt von einer Klippe. Die beiden verbleibenden kämpfen und töten einen Zyklopen. Sie bauen ein Floß, überqueren einen See und sehen ein Gebäude in Schutt und Asche. Diese Ruine ist ein Seitenflügel des neuseeländischen Parlaments in Wellington – sie sind nicht in der Zeit zurückgereist, sondern in der Zukunft einer post-apokalyptischen Welt von Fabelwesen gelandet.